# Самедан (аэропорт)
Аэропорт Самедан, также известный как Аэропорт Энгадин (ИАТА: SMV, ИКАО: LSZS) — региональный аэропорт в Швейцарии, расположенный в коммуне Самедан.

## История

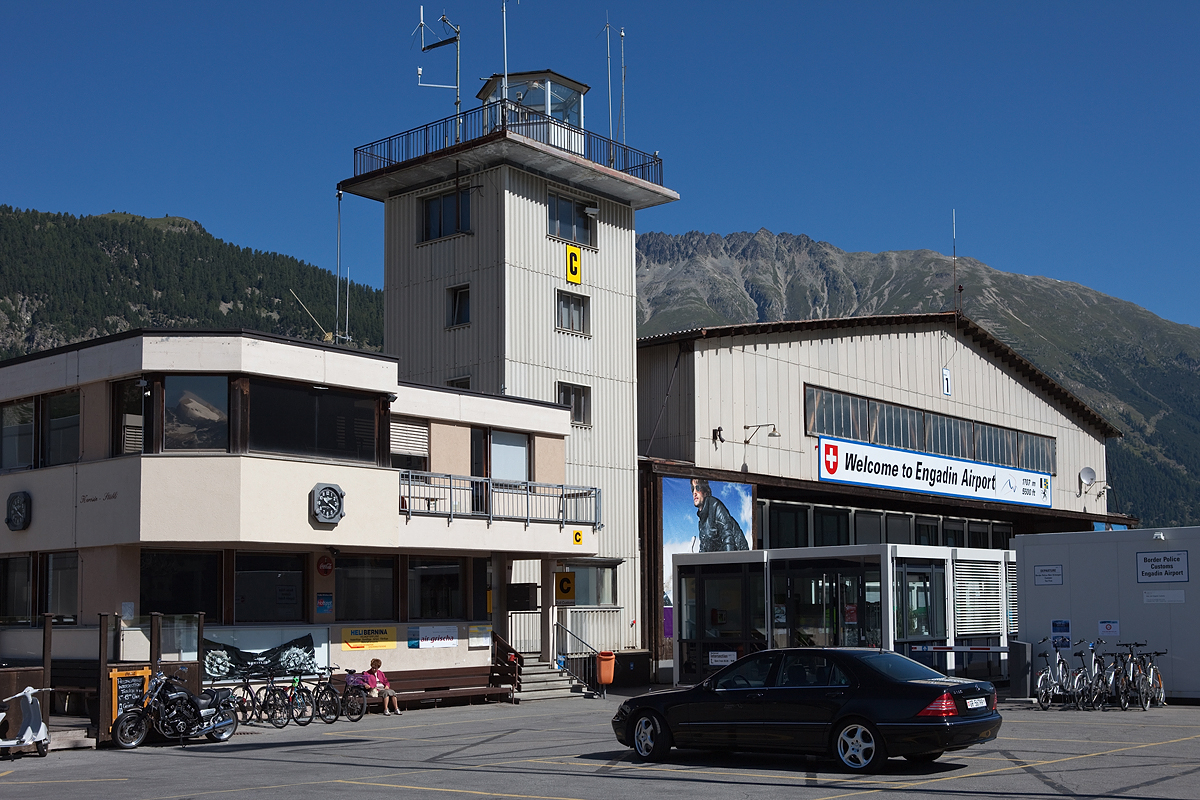
Диспетчерская вышка аэропорта Самедан

В конце Второй мировой войны власти Швейцарии определили пять существующих аэродромов, которые должны быть модернизированы до региональных аэропортов второго уровня инфраструктуры, аэродром в Самедане стал одним из них.

## Инфраструктура
Аэропорт имеет одну взлётно-посадочную полосу 03/21 с асфальтовым покрытием размером 1840 на 40 метров. Несмотря на достаточно короткую ВПП, в аэропорту совершали посадку такие самолёты как Boeing 737 и Lockheed L-1049 Super Constellation. Аэродром открыт в течение всего года в светлое время суток. Ежегодно в аэропорту производится около 14 000—22 000 процедур посадки и взлёта самолётов.
Заход на посадку в аэропорт может осуществляться только визуально. Из-за расположения в узкой горной долине, необычно высокой для Европы высоты над уровнем моря и ветрами, заход на посадку в Самедане считается особенно сложным.

## Авиационные происшествия и катастрофы
- 6 марта 1970 года единственный Handley Page HP-137 Jetstream (бортовой номер D-INAH) авиакомпании Bavaria Fluggesellschaft[англ.] потерпел крушение при заходе на аэродром Самедан. У самолёта отказал двигатель, в результате было потеряно управление. Самолёт разбился примерно в трёх километрах от торца взлётно-посадочной полосы. Два члена экипажа и все девять пассажиров погибли в результате крушении. Среди жертв были основатель авиакомпании Bavaria Fluggesellschaft Макс Швабе и его семья[4][5].
- 14 февраля 2002 года самолёт Beechcraft King Air 300 авиакомпании Kronospan[англ.] (бортовой номер D-ICBC) врезался в гору при заходе на посадку в Самедон. Пилоты потеряли пространственную ориентацию в критических условиях видимости. Оба пилота (пассажиров на борту не было) погибли[6].
- 25 июля 2008 года планёр LS-4a[англ.] упал в лес вскоре после взлёта из Самедона. Тяжелораненый пилот был доставлен в больницу, но через день скончался[7].
- 12 сентября 2009 года Falcon 100 (бортовой номер VP-BAF) во время посадки задел левым крылом сугроб у края ВПП. Самолёт распался на две части. Погибли 2 пилота, один пассажир выжил[8].
- 19 Декабря 2010 года самолёт (бортовой номер D-IAYL) Beechcraft 390 Premier IA авиакомпании Windrose Air[нем.] врезался в трансформаторную станцию в Бевере после ухода на второй круг. При правом повороте угол крена достиг 62°, что привело к срыву потока на высоте около 180 метров. Оба пилота (пассажиров на борту не было) погибли[9].
- 4 Августа 2017 года самолёт Piper PA-28-181 Archer II (бортовой номер HB-PER), взлетевший в Самедане с подростками из в молодёжного лагеря, разбился примерно в 300 метрах к северу от Диаволецци[англ.]. Двое из трёх пассажиров-подростков (14 лет) и пилот погибли в аварии, один пассажир (17 лет) был тяжело ранен[8][10][11].